# Fázová modulace
Fázová modulace - PM (z anglického Phase Modulation) je druh modulace, u které mění modulační signál fázi nosné vlny.
Spojitá fázová modulace není příliš využívána, protože vyžaduje poměrně složitý demodulátor a v určitých situacích může být problematické rozeznat správně fázový posuv (například rozeznání 0 a 180°).
Jedním z mála širších využití této modulace je nasazení v elektronických hudebních nástrojích, které ovšem bývá často nesprávně označováno jako FM (zkratka frekvenční modulace).
V poslední době ovšem prudce narůstá využití varianty s diskrétním modulačním signálem nazvané PSK (Phase Shift Keying).

## Teorie

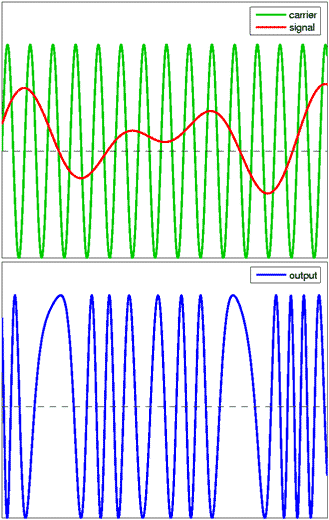
Ukázka fázové modulace. Červená křivka je modulační signál, zelená je nosná a modrá na dolním obrázku je výsledný fázově modulovaný signál.

Předpokládejme, že modulační signál má frekvenci {\displaystyle \omega _{\mathrm {m} }\!} a fázi {\displaystyle \phi _{\mathrm {m} }\!}. Lze ho tedy popsat rovnicí:
{\displaystyle m(t)=M\sin \left(\omega _{\mathrm {m} }t+\phi _{\mathrm {m} }\right)},
Nosnou lze podobně popsat rovnicí:
{\displaystyle c(t)=C\sin \left(\omega _{\mathrm {c} }t+\phi _{\mathrm {c} }\right)}.
Po dosazení je modulovaný signál popsán vztahem:
{\displaystyle y(t)=C\sin \left(\omega _{\mathrm {c} }t+m(t)+\phi _{\mathrm {c} }\right)},
Je v něm vidět jak modulační signál ovlivňuje fázi nosné.
Fázová modulace patří spolu s frekvenční modulací k takzvaným úhlovým modulacím (protože modulační signál mění argument sinusovky nosné, tedy její úhel). Pokud oba typy úhlových modulací srovnáme v rámci krátkého časového úseku, vidíme, že se obě chovají shodně. Z hlediska delšího časového úseku ovšem fázová modulace při konstantní hodnotě modulačního signálu působí neměnnou hodnotu fázového posuvu, kdežto u frekvenční modulace se při konstantním modulačním signálu fázový posuv v čase trvale lineárně mění.
Obecné kmitočtové spektrum fázové modulace je těžko odvoditelné, ale existují dva důležité speciální případy modulačních signálů, pro které spektrální chování odvodit lze:
- Pro signály s velmi malou amplitudou se PM chová velmi podobně jako AM a podobně jako ona vykazuje dvojnásobnou šířku pásma.
- Pro sinusový signál s velkou amplitudou se PM blíží FM a její šířka pásma je podle tzv. Carsonova vztahu pro PM rovna přibližně

{\displaystyle 2\left(h+1\right)f_{\mathrm {M} }} [Hz],
kde {\displaystyle f_{\mathrm {M} }=\omega _{\mathrm {m} }/2\pi } a {\displaystyle h} je modulační index viz níže.

## Modulační index
Modulační index podobně jako u jiných typů modulací vyjadřuje jakou měrou se modulovaný signál liší od nemodulované nosné. Pro fázovou modulaci se samozřejmě jedná o fázové změny nosné:
{\displaystyle h=\Delta \theta },
kde {\displaystyle \Delta \theta } je maximální fázová odchylka.